# Науково-дослідний інститут соціально-трудових відносин
Держа́вна устано́ва (ДУ) Науко́во-до́слідний інститу́т (НДІ) соціа́льно-трудови́х відно́син Міністерства соціальної політики України фінансується за рахунок державного бюджету.

## Історичні етапи розвитку інституту
Дата заснування — 08.04.1966 р. Луганську Центральну нормативну дослідну станцію з праці постановою Ради Міністрів СРСР від 28.01.1966 р. № 67 та наказом Державного комітету СРСР з праці та соціальних питань (від 08.04.1966 р. № 9) перетворено на Донецько-Придніпровський філіал Науково-дослідного інституту праці Державного комітету СРСР з праці та соціальних питань. Через рік філіал почав здійснювати наукову діяльність в повному обсязі.
18.05.1971 р. Донецько-Придніпровський філіал НДІ праці наказом Держкомітету Ради Міністрів СРСР з питань праці та заробітної плати від 18.05.1971 р. № 15 та наказом НДІ праці від 16.06.1971 р. № 57 перетворено на Український філіал НДІ праці Держкомітету СРСР з питань праці та заробітної плати.
12.04.1991 р. Відповідно до п. 3 постанови Ради Міністрів УРСР від 13.09.1990 р. № 252 та наказу Міністерства праці УРСР від 10.04.1991 р. № 17 на базі Українського філіалу НДІ праці Мінпраці СРСР створено Український науково-дослідний інститут праці Міністерства праці УРСР.
01.06.1997 р. Відповідно до п. 2 постанови Кабінету Міністрів України від 02.03.1997 р. № 202 та наказу Мінпраці України від 05.03.1997 р. № 24 Український НДІ праці перетворено на Науково-дослідний інститут соціально-трудових відносин Мінпраці України.
01.06.2004 р. У зв'язку з вимогами до назв установ, введеними в дію Господарським та Цивільним кодексами України, назву Інституту визначено як Державна установа Науково-дослідний інститут соціально-трудових відносин.
11.02.2016 р. наказом Кабінету міністрів України №85-р інститут було реорганізовано через його розташування у зоні бойових дій (м. Луганськ). Після реорганізації наукова установа була приєднана до Науково-дослідного інституту праці і зайнятості населення Мінсоцполітики і HAH України (м. Київ).

## Загальна інформація
Основна функція Інституту — вивчення проблем економіки праці та соціальної політики на прикладному рівні та розроблення механізмів регулювання сфери соціально-трудових відносин.
Напрями наукової діяльності:
- супроводження та адаптація вітчизняної професійно-класифікаційної системи до міжнародних і європейських стандартів;
- розроблення, запровадження на практиці та супроводження державних соціальних стандартів;
- наукове обґрунтування та науково-методичне забезпечення державної політики у сфері праці та якості трудового життя;
- розроблення та експертиза проектів актів законодавства з питань соціально-трудових відносин; проведення наукових досліджень у сфері становлення й розвитку соціального діалогу в Україні на всіх рівнях колективно-договірної діяльності;
- вивчення та узагальнення міжнародних трудових норм та зарубіжного досвіду регулювання соціально-трудових відносин, вирішення проблем удосконалення організації оплати праці, державних гарантій та соціального захисту на макро- й мікроекономічному рівнях;
- наукове забезпечення державної політики щодо соціального захисту окремих, найвразливіших категорій населення (особи з обмеженими фізичними можливостями, особи без постійного місця мешкання, безпритульні діти, особи, які повернулися з місць позбавлення волі тощо);
- програмно-аналітичне супроводження питань збалансування обсягів підготовки кадрів із потребами ринку праці, створення нових робочих місць та перерозподілу робочої сили в контексті членства України в СОТ та вступу до ЄС, раціонального використання трудових ресурсів у особливий період тощо;
- нормативне забезпечення удосконалення режимів праці та виробничих умов праці.

## Основні науково-дослідні та нормотворчі роботи, виконані останніми роками
За період незалежності України Інститутом розроблено понад 459 НДР на замовлення Мінсоцполітики України та інших центральних органів державної влади, у тому числі 57 НДР — на госпрозрахункових засадах (на замовлення Головдержслужби, МВС, Держмитслужби, Державного центру зайнятості, ГоловКРУ, МНС України тощо). За цей період ДУ НДІ СТВ розроблено 36 проектів Законів України, 51 проект нормативних актів та 41 методичну рекомендацію стосовно сфери економіки праці та соціально-трудових відносин, опубліковано більш як 1063 публікацій, брошур, монографій, взято участь у 360 міжнародних та вітчизняних конференціях, семінарах, нарадах тощо.
За останні 11 років (2000—2011 рр.) Інститутом виконано 232 науково-дослідні роботи, у тому числі за такими загальними напрямами, як:
- наукове обґрунтування та наукове забезпечення державної політики у сфері соціально-трудових відносин та якості трудового життя — 63;
- розроблення та експертиза проектів актів законодавства з питань соціально-трудових відносин — 33;
- проведення наукових досліджень у сфері соціального партнерства, розв'язання колективних трудових конфліктів і запобігання їм, використання трудових ресурсів та перерозподіл робочої сили відповідно до структурної перебудови економіки, професійних ризиків, перспективного забезпечення удосконалення умов праці — 59;
- вивчення та узагальнення міжнародних норм та зарубіжного досвіду регулювання соціально-трудових відносин, вирішення проблем організації оплати праці, державних гарантій та соціального захисту на макро- й мікроекономічному рівнях — 52;
- наукове обґрунтування та удосконалення класифікації професій в Україні — 25.

Із них найбільш значущими та найвагомішими виступають такі, як:

### Методичні рекомендації щодо визначення відповідності обсягів та професійно-кваліфікаційної структури випускників закладів профтехосвіти потребам ринку праці
У рекомендаціях викладено методичні підходи щодо визначення відповідності обсягів і професійно-кваліфікаційної структури випускників закладів профтехосвіти потребам регіональних фіксованих ринків праці. Розроблено комп'ютерний алгоритм обробки інформації та програму у Fox Pro для здійснення розрахунків показників. Рекомендації призначено для надання методичної та практичної допомоги регіональним органам виконавчої влади, центрам зайнятості та закладам профтехосвіти в регулюванні обсягів та напрямів професійної підготовки кадрів. Рекомендації лягли в основу розробок регіональних програм підготовки робітничих кадрів мм. Луганська та Севастополя.

### Методичні рекомендації щодо визначення вартості створення нових робочих місць
Уперше у вітчизняній практиці розроблено методичні підходи щодо визначення вартості створення нових робочих місць, що дозволяє в подальшому надавати практичну допомогу підприємствам, організаціям, потенційним інвесторам, центрам зайнятості й органам виконавчої влади, які безпосередньо пов'язані зі сферою створення нових робочих місць, а також підвищити контроль за використанням державних коштів, що виділяються на відповідні цілі.
Актуальність роботи зумовлюється потребою внутрішнього та зовнішнього ринків праці в дієвому механізмі розподілу фінансових коштів на створення нових робочих місць.
Методичні рекомендації можна використовувати на підприємствах усіх форм власності й у роботі регіональних структур управління, що займаються питаннями створення нових робочих місць.

### Участь у підготовці Державних соціальних стандартів, розроблення проектів змін та доповнень до них
З урахуванням вітчизняної нормативно-інструктивної бази та зарубіжного досвіду підготовлено 18 проектів державних соціальних стандартів. Робота здійснюється на виконання норм Законів України «Про державні соціальні стандарти та державні соціальні гарантії», «Про соціальні послуги».

### Розроблення проектів нормативних актів, спрямованих на реалізацію останніх підходів щодо розвитку та реформування соціально-економічної сфери країни в контексті її вступу до СОТ та ЄС
Підготовлено та подано до вищих органів виконавчої влади проект Програми створення нових робочих місць на період до 2009 року, проект Програми «Дії центральних органів виконавчої влади щодо реформування соціально-трудових відносин в Україні на період до 2015 року», проект Програми дій центральних органів виконавчої влади й соціальних партнерів щодо подолання негативних наслідків фінансово-економічної кризи.

### Розроблення концептуальних і законодавчо-нормативних засад розвитку та реформування сфери праці та соціальної політики
Центральним органам виконавчої влади подано такі проекти, як:
«Концепція законодавчо-нормативного та організаційно-фінансового забезпечення формування державного замовлення на підготовку фахівців з вищою освітою», «Положення про Комітет із соціального захисту осіб похилого віку та інвалідів», «Концепція наукового забезпечення розвитку соціальної сфери», проект Закону України «Про формування та розміщення державного замовлення на підготовку кадрів», «Концепція дальшого реформування системи соціального страхування в Україні», «Концепція реформування системи соціального діалогу», «Концепція формування в Україні середнього класу», «Концепція формування системи соціальної відповідальності бізнесу». Усього 35 Концепцій.

### Методичне забезпечення питань оплати праці та надання соціальних послуг і пільг населенню
Розроблено методичні рекомендації відповідного спрямування, а саме: «Методичні рекомендації щодо реалізації шляхів та напрямів збільшення фонду оплати праці та підвищення заробітної плати працівників підприємств виробничої сфери», «Методичні рекомендації щодо розробки на підприємствах виробничої сфери положень щодо виплати винагороди за підсумками роботи за рік та за вислугу років», «Рекомендації щодо впровадження на підприємствах виробничої сфери бригадної організації та оплати праці в умовах колективного підряду», «Методичні рекомендації щодо надання пільг з оплати житлово-комунальних послуг окремим категоріям громадян», «Методичні рекомендації щодо запровадження в Україні адресного надання пільг (у тому числі у грошовій формі) окремим категоріям громадян».

### Супроводження Національного класифікатора «Класифікатор професій» ДК 003:2010
Чинний Класифікатор професій розроблено на підставі постанови Кабінету Міністрів України від 4 травня 1993 р. «Про концепцію побудови національної статистики України та Державну програму переходу на міжнародну систему обліку і статистики» за договором між Українським науково-дослідним інститутом Мінпраці України та Міністерством статистики України. Мета розроблення КП — класифікація професій із розподілом існуючих назв робіт (робітничих професій та посад керівників, професіоналів, фахівців, технічних службовців) за класифікаційними угрупованнями для запровадження на практиці статистики праці. Крім того, чинний КП значною мірою узгоджує вітчизняну професійно-класифікаційну практику з міжнародними стандартами. В основу КП покладено структуру, загальні положення, вимоги, знаки кодифікації та близько 60,0 % професійних назв робіт, які застосовуються світовою спільнотою. Застосування КП дає можливість організувати збір, обробку та публікацію основних статистичних даних про працю з розподілом працівників різних рівнів кваліфікації, визначати напрями підготовки та перепідготовки кадрів, заходи щодо ефективнішого використання професійно-кваліфікаційного складу працюючих тощо. Національний КП розроблено на певній міжнародній та вітчизняній базі, а саме:
- Міжнародна стандартна класифікація занять 1988 року (ISCO-88: International Standard Classification of Occupations. — Geneva, 1990);
- Міжнародна стандартна класифікація занять (для країн Європейського союзу) 1988 р. (ISCO-88 (COM) International Standard Classification of Occupations used buy statistic services of European Union — Eurostat);
- Міжнародна стандартна класифікація занять 2008 р. (ISCO-08) в частині її затвердженої структури;
- Положення Міжнародної стандартної класифікації освіти (ISCED-97) та її проект 2011 р.;
- «Общесоюзный классификатор профессий рабочих, должностей служащих и тарифных разрядов»;
- Единый тарифно-квалификационный справочник работ и профессий рабочих (Выпуск I, часть I, часть 2);
- Проект Классификатора профессий рабочих и должностей служащих, общий для стран СНГ;
- Квалификационный справочник должностей руководителей, специалистов и служащих;
- Справочное руководство по системе управления базами данных FoxBASE+(K.: МП — Фирма «Итас», 1991);
- Основы програмирования в системе FoxPro (- М.: «И. В. К. — СОФТ», 1991);
- Единая система программной документации (ЕСПД);
- ДСТУ 1.0:2003 Національна стандартизація. Основні положення;
- ДСТУ 1.2:2003 Правила розроблення національних нормативних документів;
- ДСТУ 1.5:2003 Національна стандартизація. Правила побудови, викладання, оформлення та вимоги до змісту нормативних документів;
- ДК 004—2003 Український класифікатор нормативних документів;
- КВЕД та інші.

КП складається із вступної частини, опису розділів класифікації професій, самої класифікації професій, Додатка А «Покажчик професійних назв робіт за кодами професій», Додатка Б «Абетковий покажчик професійних назв робіт», Додатка В «Похідні слова до професій (професійних назв робіт)». КП видається двома мовами — українською та російською. Російськомовний варіант застосовується у зв'язку з тим, що російська мова за рішенням Міжнародної організації праці (в основу КП покладено Міжнародну стандартну класифікацію занять ISCO-88 та її нову версію (ISCO-08), розроблені МБП) є робочою міжнародною мовою.
За 15-річний період чинності КП (за станом на 31.12.2011 р.) до нього було внесено 10 змін. Остання зміна 2010 року ввійшла до нового видання КП ДК 003:2010, яке набрало чинності з 1 листопада 2010 р. Класифікатор професій видається та розповсюджується офіційним видавництвом «Соцінформ», підпорядкованим Мінсоцполітики України.
Зазначені зміни та доповнення до КП були зініційовані більш як 610 Користувачами. Процедуру внесення змін та доповнень до КП визначено Державним стандартом України "Положення про ведення Державного класифікатора ДК 003 «Класифікатор професій» (ДСТУ 3739-98). За цим стандартом експертизу та узагальнення пропозицій щодо змін до КП, розроблення, погодження з організаціями обов'язкового погодження, подання проекту змін до КП до Держспоживстандарту України закріплено за розробником КП — Державною установою Науково-дослідний інститут соціально-трудових відносин Мінсоцполітики України.

### Розроблення пакета документів й нормативних актів щодо реалізації програм транскордонного співробітництва і створення Єврорегіону
Розроблені:
- Проект Концепції створення Єврорегіону «Донбас» із суміжними (Воронезькою, Ростовською та Белгородською) областями РФ;
- Програма транскордонного співробітництва Луганської області;
- Проект Концепції регулювання прикордонної трудової міграції в Україні;
- Проект стратегії соціально-економічного розвитку Єврорегіону «Донбас» до 2020 року.

### Довідкові показники
| Показники \ Роки                                                             | 2000       | 2001       | 2002       | 2003       | 2004       | 2005       | 2006       | 2007       | 2008       | 2009       | 2010       | 2011       |
| ---------------------------------------------------------------------------- | ---------- | ---------- | ---------- | ---------- | ---------- | ---------- | ---------- | ---------- | ---------- | ---------- | ---------- | ---------- |
| Чисельність науковців та загальна чисельність працівників Інституту, осіб.,% | 45/57 78,9 | 43/55 78,2 | 41/58 70,7 | 40/57 70,2 | 39/55 70,9 | 40/60 66,6 | 44/66 66,6 | 40/61 65,6 | 39/60 65,0 | 38/59 64,4 | 43/63 68,2 | 42/64 65,6 |
| Кількість науково — дослідних робіт: усього, планові/позапланові, од.        | 34 17/17   | 30 17/13   | 38 16/22   | 43 19/24   | 40 16/24   | 53 20/33   | 40 20/20   | 58 21/37   | 52 22/30   | 39 17/22   | 60 21/39   | 44 17/27   |
| Кількість публікацій: усього/ум.друк. аркушів                                | 30/26,67   | 44/94,17   | 35/35,54   | 54/58,52   | 53/62,09   | 55/94,34   | 92/139,96  | 64/90,42   | 60/83,96   | 74/82,83   | 46/24,73   | 72/59,82   |
| Участь у конференціях, конференцій/чисельність учасників                     | 25/11      | 20/15      | 18/14      | 35/24      | 25/18      | 21/11      | 40/17      | 46/17      | 45/15      | 34/12      | 47/14      | 39/11      |
| Середня кількість НДР на 1 наукового працівника                              | 0,75       | 0,7        | 0,93       | 1,08       | 1,02       | 1,32       | 0,9        | 1,45       | 1,33       | 1,03       | 1,4        | 1,2        |